# Ruta 3 (Uruguay)
Die Ruta 3, General José Gervasio Artigas ist eine Straße in Uruguay. Sie ist benannt nach dem uruguayischen General und Politiker José Gervasio Artigas (1764–1850).
Die insgesamt etwa 600 Kilometer lange Straße hat ihren Ausgangspunkt am Kilometer 67 der Ruta 1 im Departamentos San José und führt von dort in den Norden des Landes. Sie verläuft dabei zunächst durch die Stadt San José de Mayo. Anschließend durchquert sie das Departamento Flores und hier dessen Hauptstadt Trinidad. Weiter führt ihr Weg nach der Überquerung des Río Negro sowohl durch das gleichnamige Departamento als auch durch das Departamento Paysandú und dessen Hauptstadt gleichen Namens. Sie endet schließlich in der Stadt Bella Unión im Departamento Artigas, nachdem sie zuvor Salto und das gleichnamige Departamento durchquert hat.

## Weblinks

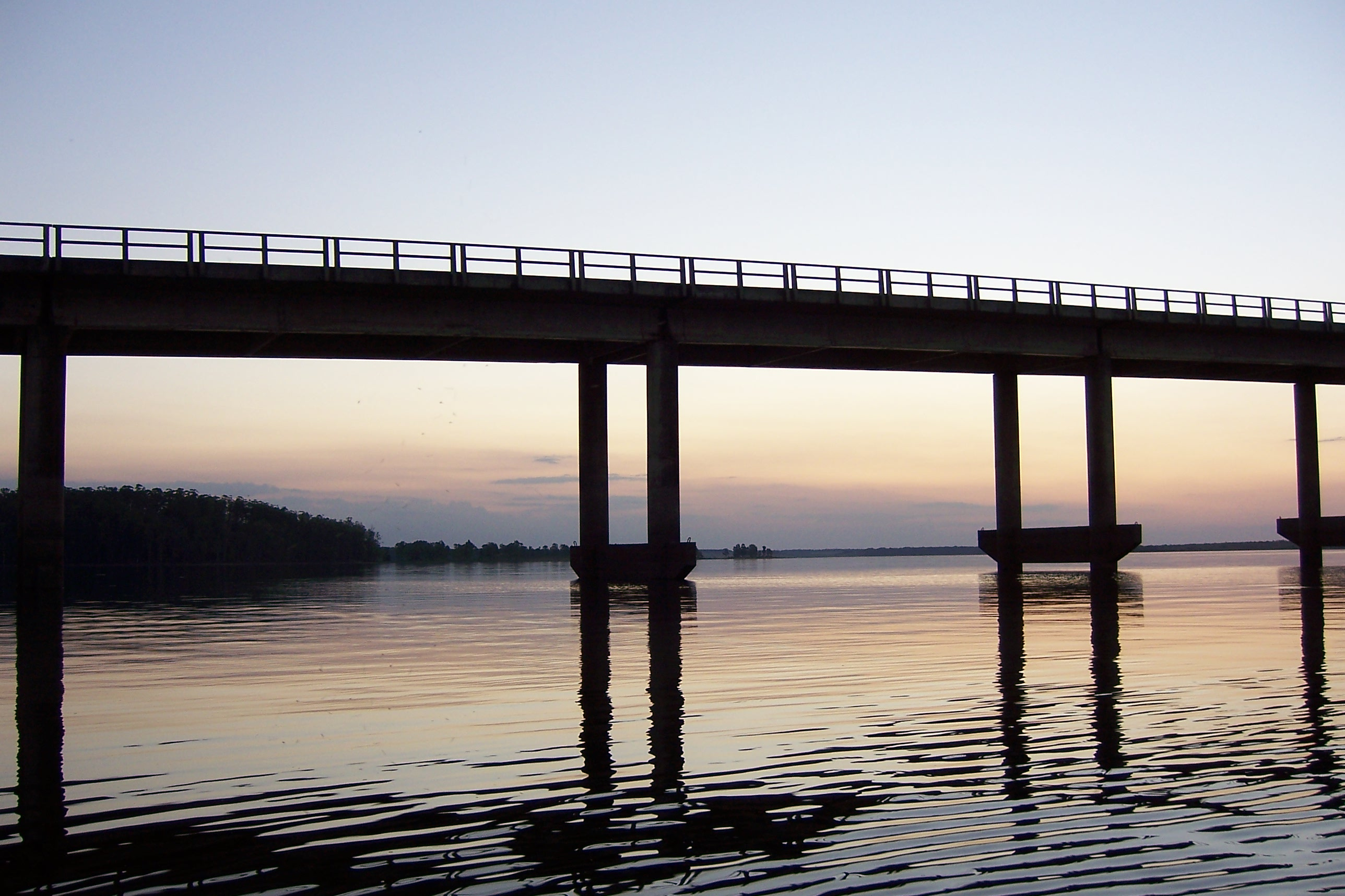
Teilstück der Río Negro-Überquerung bei Paso del Puerto